# Sintoria emeralda
Sintoria emeralda är en tvåvingeart som beskrevs av Hull 1962. Sintoria emeralda ingår i släktet Sintoria och familjen rovflugor. Inga underarter finns listade i Catalogue of Life.